# Benedetto Antelami

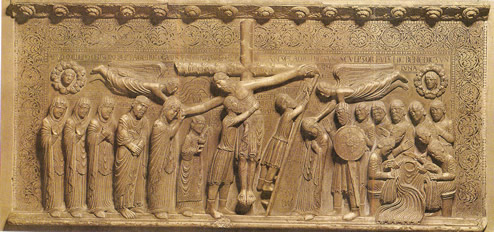
Zdjęcie z krzyża z katedry w Parmie, 1178

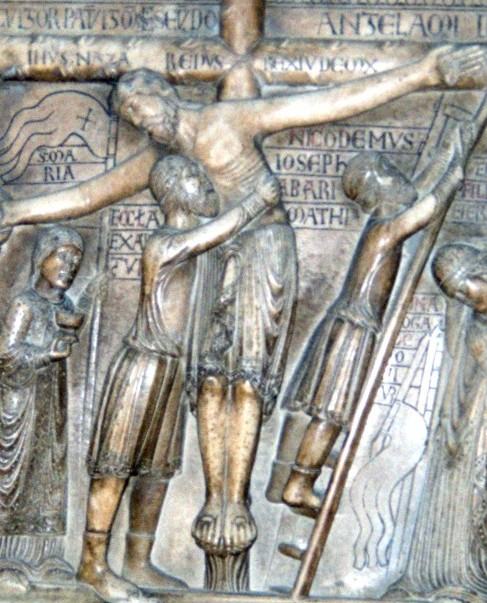
Zdjęcie z krzyża z katedry w Parmie, fragment

Benedetto Antelami (ur. ok. 1150, zm. ok. 1230) – rzeźbiarz i architekt włoski.
Zachowały się dwa sygnowane przez niego dzieła: zdjęcie z krzyża z katedry w Parmie i północny portal w baptysterium w Parmie. Przypisywane mu są także rzeźby (m.in. Dawid i Ezechiel) z fasady katedry w Borgo San Donnino (obecnie Fidenza). Charakterystyczne są dla niego przysadziste proporcje postaci. W jego dziełach widoczne są związki z Prowansją, zwłaszcza z Arles, w późniejszym okresie twórczości także z dziełami gotyku z Île-de-France.
Zdjęcie z krzyża jest reliefem, umieszczonym w prostokątnym polu, otoczonym szeroką bordiurą. Rzeźba opatrzona jest datą luty 1178. Kompozycja jest monumentalna, rytmiczna i statyczna, postacie mają gęsto i równolegle fałdowane szaty.